# امپراتور چنگ هان
چنگ امپراتور هان (انگلیسی: Emperor Cheng of Han; ۵۱ قبل از میلاد - ۷ قبل از میلاد) امپراتور دودمان هان در چین بود.
وی پس از مرگ پدرش امپراتور یوان در ۱۸ سالگی به سلطنت رسید اما در ۴۴ سالگی به طور ناگهانی درگذشت و آی پسر برادر ناتنی‌اش به سلطنت رسید.